# Ołena Sadownycza
Olena Sadownycza (ukr. Олена Садовнича; ur. 4 listopada 1967) – ukraińska łuczniczka, dwukrotna medalistka olimpijska, medalistka mistrzostw świata. Startuje w konkurencji łuków klasycznych.
Największym jej osiągnięciem jest brązowy medal igrzysk olimpijskich w Atlancie w 1996 roku w konkurencji indywidualnej oraz srebro drużynowo na następnych igrzyskach w Sydney. 